# مختصات ماه‌نگاری

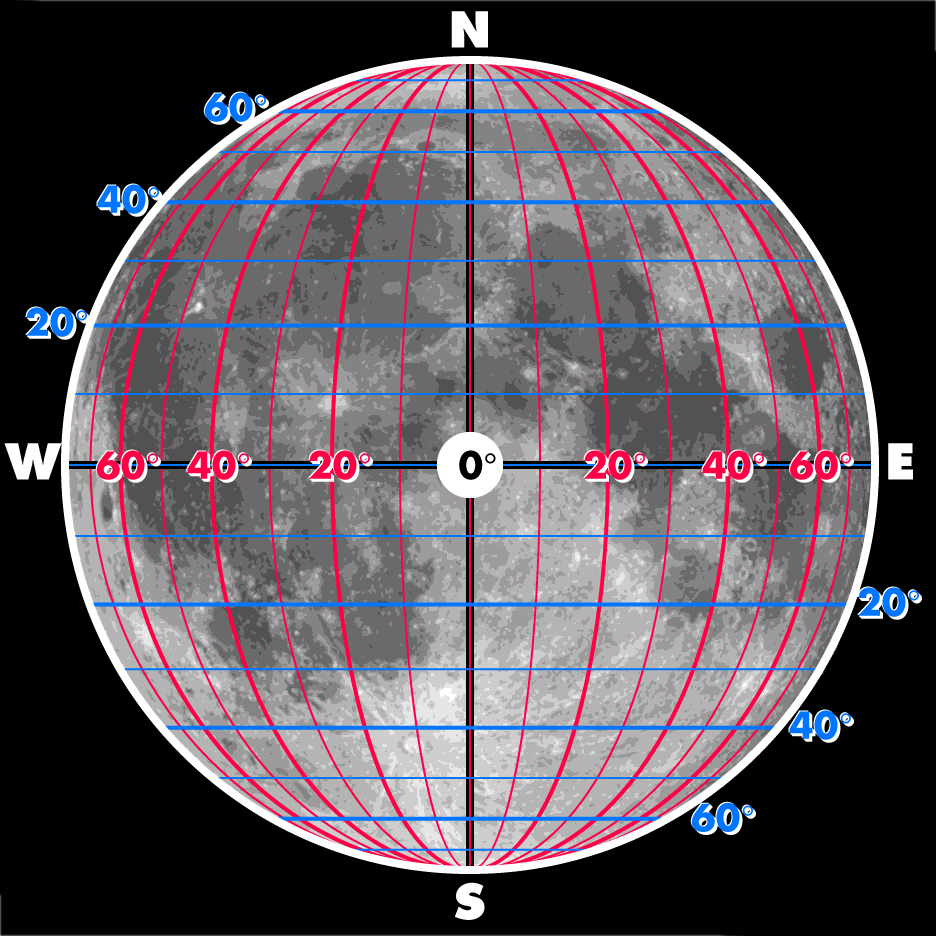

مختصات ماه‌نگاری یا مختصات سلنوگرافی (انگلیسی: Selenographic coordinates) برای اشاره به مکان‌ها در سطح قمرِ زمین (ماه) استفاده می‌شود. با تعیین دو مقدار عددی، که قابل مقایسه با طول و عرض جغرافیایی زمین هستند، می‌توان به هر موقعیتی در سطح ماه اشاره کرد. طول جغرافیایی موقعیت شرقی یا غربی نصف‌النهار اصلی ماه را نشان می‌دهد؛ یعنی خطی که از نقطهٔ قطب شمال ماه با حرکت روی سطح ماه به‌طور مستقیم رو به زمین به سوی قطب جنوب ماه می‌گذرد. (نصف‌النهار مبدأ زمین را ببینید) این را می‌توان به عنوان نقطهٔ میانی ماه قابل مشاهده که از زمین دیده می‌شود در نظر گرفت. عرض جغرافیایی موقعیت شمالی یا جنوبی خط استوا را نشان می‌دهد. هر دوی این مختصات به صورت درجه داده می‌شود.
اخترشناسان مکان اصلی در سیستم مختصات سلنوگرافی را با دهانه ماهواره‌ای کوچک و کاسه‌ای شکل دهانهٔ ماوستینگ (Mösting A') تعریف کرده‌اند. مختصات این دهانه به صورت زیر تعریف شده‌است:
عرض جغرافیایی: ۳ ° ۱۲ '۴۳٫۲ "جنوبی
طول جغرافیایی: ۵ ° ۱۲ '۳۹٫۶ "غربی
این سیستم مختصات به دلیل استفاده از آزمایش فاصله‌سنجی لیزری قمری تعریف بسیار دقیقی را ارائه می‌دهد.
هر مکانی که در بیش از ۹۰ درجهٔ شرقی یا ۹۰ درجهٔ غربی قرار گرفته باشد از زمین دیده نمی‌شود، به جز در رخ‌گردی؛ که ۵۹٪ ماه را قابل مشاهده می‌کند.

## طول جغرافیایی
طول جغرافیایی روی ماه هم در شرق و هم در غرب از نصف‌النهار مبدأ آن اندازه‌گیری می‌شود. وقتی هیچ جهتی مشخص نشده‌باشد شرق مثبت و غرب منفی گرفته می‌شود.
به‌طور کلی و تقریب، نصف‌النهار مبدأ ماه در نزدیکی مرکز دیسک ماه؛ همانگونه که از زمین دیده می‌شود، قرار دارد. برای کاربردهای دقیق، سیستم‌های مختصات گوناگونی برای ماه تعریف شده‌اند که هر کدام دارای نصف‌النهار مبدأ کمی متفاوت هستند.  اتحادیه بین‌المللی اخترشناسی سیستم «محور متوسط زمین/قطبی» ("mean Earth/polar axis") را توصیه می‌کند، که در آن نصف‌النهار اول میانگین جهت مرکز زمین (از مرکز ماه) است.